# 조앤 디디온

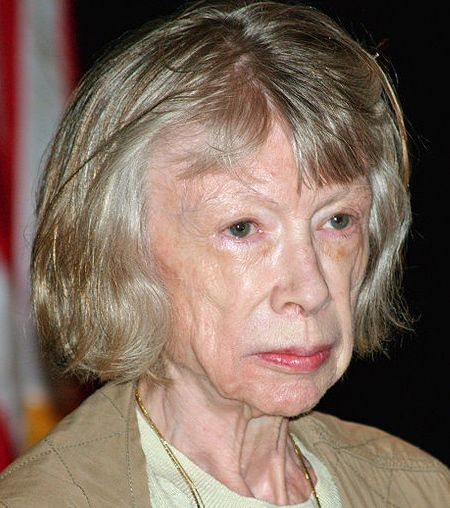
조앤 디디온(2008)

조앤 디디온(영어: Joan Didion, 1934년 12월 5일~2021년 12월 23일) 1960년대부터 활동한 미국의 작가이다. 1960년대부터 1970년대 후반까지 그녀의 글은 청중을 60년대 반체제 문화와 할리우드 라이프스타일의 현실로 끌어들였다. 그녀의 정치적 저술은 종종 정치적, 사회적 수사학의 하위 텍스트에 집중되었다. 1991년에 그녀는 Central Park Five가 잘못 유죄 판결을 받았다는 것을 시사하는 최초의 주류 언론 기사를 썼다. 2005년에 그녀는 논픽션으로 전국 도서상을 수상했으며 대한 전기/자서전으로 전국 도서 비평가 협회 상과 퓰리처상 최종 후보에 올랐다.
뉴 저널리즘은 내러티브 스토리텔링과 문학적 기법을 통해 사실을 전달하고자 한다. 서사적 논픽션, 친밀한 저널리즘 또는 문학적 논픽션으로도 설명된다. 미국 문학 저널리즘의 긴 역사에서 인기 있는 순간이다.
디디온의 Slouching Towards Bethlehem 은 1960년대 미국 생활의 문화적 가치와 경험을 탐구하면서 뉴 저널리즘이 나타내는 많은 것을 예시한다. 그녀는 개인의 혼돈과 그들이 세상을 인식하는 방식을 설명하는 이 1인칭 내러티브에 자신의 개인적인 감정과 기억을 포함한다. 그녀는 전통적인 저널리즘을 거부하고 에세이에 대한 주관적인 접근 방식, 즉 자신만의 스타일을 만들었다.
디디온은 문장의 구조를 그녀가 작업에서 전달하는 내용에 필수적이라고 본다. New York Times 기사 "Why I Write"(1976)에서 디디온은 "문장의 구조를 바꾸면 그 문장의 의미가 바뀐다. 카메라의 위치가 의미를 바꾸는 것처럼 확실하고 융통성도 없다. 촬영된 개체이다. . . 단어의 배열이 중요하고, 원하는 배열은 머릿속의 그림에서 찾을 수 있다. . . 그림은 단어를 배열하는 방법을 알려주고 단어의 배열은 그림에서 무슨 일이 일어나고 있는지 알려준다."
어니스트 헤밍웨이의 영향을 많이 받았는데, 그의 글은 디디온에게 문장이 텍스트에서 작동하는 방식의 중요성을 가르쳤다. 다른 영향으로는 "완벽하고 간접적이며 복잡한 문장"을 쓴 헨리 제임스, 조지 엘리엇이 있다.
우리에게 어떻게 살아야 하는지를 알려주는 것은 미디어라고 믿기 때문에 디디온은 언론인 자체의 관찰자가 되었다. 그녀는 픽션과 논픽션의 진행 과정의 차이가 논픽션에서 일어나는 발견의 요소이며, 이는 글쓰기가 아니라 연구라고 생각한다.
의식은 디디온의 창작 과정의 일부이다. 하루가 끝나면 그녀는 "페이지"에서 자신을 제거하기 위해 글쓰기를 쉬어야 한다. 그녀는 자신의 일에 친밀감을 느낀다. 필요한 휴식 없이는 적절한 조정을 할 수 없다. 그녀는 저녁 시간을 마치기 전에 산문을 자르고 편집하는 데 많은 시간을 할애한다. 그녀는 다음 날을 시작하여 전날 저녁의 작업을 살펴보고 추가 변경 작업을 수행한다. 그 과정이 끝나갈 무렵, 그녀는 책과 같은 방에서 자야 한다고 생각한다. 그녀는 "그것이 내가 일을 끝내기 위해 새크라멘토로 가는 한 가지 이유이다. 어떻게든 책은 당신이 바로 옆에 있을 때 당신을 떠나지 않다."